# Machimus pamirensis
Machimus pamirensis är en tvåvingeart som beskrevs av Pavel Lehr 1981. Machimus pamirensis ingår i släktet Machimus och familjen rovflugor.
Artens utbredningsområde är Tadzjikistan. Inga underarter finns listade i Catalogue of Life.